# 휘주 요씨
휘주 요씨(徽州姚氏)는 안휘성 황산시 휘주구를 본관으로 하는 한국의 성씨이다.